# 赵增三
武仙座84，又名BD+24 3237，HD 161239、SAO 85360、HR 6608，是武仙座的一颗恒星，视星等为5.71，位于銀經48.64，銀緯25.16，其B1900.0坐标为赤經17h 39m 15.3s，赤緯+24° 25.16′ 16″。